# Xanthocalanus macrocephalon
Xanthocalanus macrocephalon är en kräftdjursart som beskrevs av K.R.E. Grice och Hülsemann 1970. Xanthocalanus macrocephalon ingår i släktet Xanthocalanus och familjen Phaennidae. Inga underarter finns listade i Catalogue of Life.